# Раядито малий
Раядито малий (Aphrastura spinicauda) — вид горобцеподібних птахів родини горнерових (Furnariidae).

## Поширення
Він поширений від центральної частини Чилі та південно-західної Аргентини, на південь до Вогняної Землі та прилеглих островів. На Фолклендських островах трапляються випадкові зальоти. 
Цей вид вважається поширеним у різноманітних природних середовищах існування: південні ліси помірного клімату, високі вологі ліси (зазвичай з присутністю Nothofagus) і посушливі низинні чагарники, переважно нижче 1750 м над рівнем моря.

## Підвиди
- A. s. spinicauda (Gmelin, JF, 1789) — центральна, південна частина Чилі та західна, південна Аргентина;
- A. s. bullocki Chapman, 1934 — острів Мокка (Чилі);
- A. s. fulva Angelini, 1905 — острів Чилое (Чилі).

## Опис
Довжина тіла 13–14 см, маса 10–13 г. У номінативного підвиду верх голови чорнуватий, широка жовтувата брова тягнеться до потилиці, а від дзьоба через око проходить чорна смуга, яка закінчується на згині крила. Верх спини чорно-бурий, низ бурий, включаючи круп. Покриви хвоста каштаново-коричневі. Криючі крил чорнуваті, середні з червоними кінчиками і краями, а великі з білуватою плямою на кінці. Основні махові пір'я червонувато-помаранчеві біля основи, тоді як крізь вторинні махові пір'я проходить червоно-коричнева смуга. Хвіст чітко ступінчастий, хвостове пір'я на кінці позбавлене променів. Пір'я хвоста бувають чорного, коричневого, каштанового і червоного кольору. Райдужна оболонка темно-коричнева, дзьоб чорнуватий, гомілки і ступні зеленуваті.